# Gracilentulus sarmaticus
Gracilentulus sarmaticus är en urinsektsart som beskrevs av Julia Shrubovych och Andrzej Szeptycki 2008. Gracilentulus sarmaticus ingår i släktet Gracilentulus och familjen lönntrevfotingar. Inga underarter finns listade i Catalogue of Life.